# Cacatua goffiniana
Il cacatua delle Tanimbar (Cacatua goffiniana) è un uccello della famiglia dei Cacatuidi, endemico dell'Indonesia  ed originario delle isole Tanimbar.
Si nutre di frutti, fiori, bacche e semi che cerca sia sugli alberi che al suolo. I maschi presentano l’iride di colore nero a differenza delle femmine in cui è marrone.
È una specie discretamente diffusa in cattività, situazione nella quale si riproduce abbastanza bene. Durante la stagione riproduttiva i maschi possono dimostrarsi molto aggressivi con le femmine. Si dimostra molto socievole con l'uomo anche se richiede molte cure cure e mal sopporta di venire trascurato.